# Keluo-Vulkangruppe
Die Keluo-Vulkangruppe (chinesisch 科洛火山群, Pinyin kēluò huǒshān qún, englisch Keluo volcanic field) ist eine Vulkangruppe in der chinesischen Provinz Heilongjiang in Nordost-China. Sie liegt auf dem Gebiet der Großgemeinde Keluo des Kreises Nenjiang ungefähr in der Mitte des großen Bogens des Flusses Heilong Jiang (Amur). Ihr höchster Vulkan ist 670 m hoch.
Die Vulkangruppe liegt am Übergang von Großem Hinggan-Gebirge und der Song-Nen-Ebene (Song-Nen pingyuan 松嫩平原 der Flüsse Sungari und Nen Jiang). Es gibt dort auf einem Gebiet von 350 Quadratkilometern 23 Vulkankegel, relativ vollständig erhalten sind fünf: Keluo Nanshan 科洛南山, Keluo Gushan 科洛孤山, Keluo Jianshan 科洛尖山, Keluo Dayishan 科洛大椅山 und Keluo Xiaoyishan 科洛小椅山.